# Таш-Аирская культура
Таш-Аирская культура — археологическая культура неолита, распространена в Горном Крыму.

## Описание
Основные достопримечательности: стоянки Таш-Аир I (слои 8 — 5-а), Замиль-Коба II (слои 8-5), Кая-Араси, Ат-Баш, Аджи-Коба II, Буран-Кая III (слой 3). Датируется по времени от 5000 к 3500 до н. э. Кремнёвая индустрия является дальнейшим развитием мурзак-кобинской культуры мезолита. Техника раскалывания кремня — высокоразвитая, пластинчатая, оттискная с нуклеусами. Сервис: микролиты (трапеции и сегменты с крутой и плоской ретушью), концевые скребки на пластинках, одиночные резцы и сверла. Посуда — остродонные слабопрофилированные горшки с прочерченым-накольчатым орнаментом. Основным занятиями таш-аирского населения были охота на лесных животных и собирательство; известно также рыболовство, на позднем этапе, возможно, появилось животноводство. Хозяйственный годовой цикл делился на зимний период в предгорьях и на летний на яйлах (горных плато).